# ام‌ان‌ئی‌کی
اوزوچی «اوزو» امنیکه (انگلیسی: Uzoechi "Uzo" Emenike؛ زادهٔ ۹ نوامبر ۱۹۹۴) که با نام ام‌ان‌ئی‌کی (انگلیسی: MNEK) شناخته می‌شود، خواننده-ترانه‌پرداز، تهیه‌کننده موسیقی، و ترانه‌سرا اهل بریتانیا است. وی از سال ۲۰۱۲ میلادی تاکنون مشغول فعالیت بوده‌است. وی با ترانه هیچ‌وقت فراموشت نمی‌کنم با زارا لارسون مشهور شد که در چارت سوئد اول و در چارت‌های نروژ، هلند، فنلاند، دانمارک، استرالیا و بریتانیا به زیر ده رسید.